# Solfara Rigiulfo
La solfara Rogiulfo o miniera Rigiulfo  è stata una miniera di zolfo sita in provincia di Caltanissetta nei pressi del comune di Mazzarino.
Aperta tra il 1860 e il 1870 è oggi inattiva.